# Klaus Knall
Klaus Knall (* 23. September 1936 in Schäßburg, heute Sighișoara in Rumänien) ist ein deutscher Dirigent und Kantor aus Siebenbürgen.
Knall erhielt seine Grundausbildung unter anderem bei Viktor Bickerich in Kronstadt (heute Brașov). Er studierte darauf an den Musikhochschulen von Klausenburg und Freiburg im Breisgau und schloss seine Ausbildung mit der so genannten „Kantor A“-Prüfung sowie einer Zusatzausbildung in Orchesterleitung ab.
Nach seiner siebenjährigen Tätigkeit als Kantor an der Christuskirche in Freiburg im Breisgau leitete Knall zwischen 1972 und 1996 die Kantoreien des Basler Münsters (Basler Münsterkantorei), des Berner Münsters (Berner Kantorei) und des Grossmünsters in Zürich. Kurzzeitig war er auch Chefdirigent der Knabenkantorei Basel (1982–1983); dieses Dirigat gab er jedoch nach einem Jahr wegen Zeitmangels auf, worauf der Chor von Beat Raaflaub übernommen wurde. Von 1981 bis 1996 wirkte Knall auch als Kantorenschulleiter am Institut für Kirchenmusik in Zürich. Ab 1997 trat Knall wiederkehrend mit dem Chor Collegium Vocale aus Zürich schweizweit auf.